# سيباستيان فرانك
سيباستيان فرانك (بالألمانية: Sebastian Franke)‏ هو مجدف ألماني، ولد في 12 أبريل 1963.

## وصلات خارجية
- سيباستيان فرانك على موقع الاتحاد الدولي للتجديف (الإنجليزية)